# Miranda Nasser
Miranda Nasser (* 22. Oktober 1994 in Göteborg) ist eine schwedische Handballspielerin.

## Karriere
Zunächst spielte sie in der ersten Schwedischen Liga für BK Heid. 2016 wechselte sie in die 2. Liga zu Önnerdes HK und stieg 2017 wieder in die Eliteserien, der höchsten Liga in Schweden, auf. Nach 3 Jahren kehrte sie 2019 zurück zu BK Heid. Seit 2022 spielt sie für den deutschen Bundesligisten TSV Bayer 04 Leverkusen. Nachdem Nasser in der Saison 2023/24 mit 250 Paraden die meisten gegnerische Würfe in der Bundesliga gehalten hatte, wechselte sie zum schwedischen Erstligisten Kristianstad HK.